# Чайная (фильм, 1982)
«Ча́йная» (кит. трад. 茶館, упр. 茶馆, палл. Ча гуань) — китайский драматический кинофильм 1982 года, снятый режиссёром и сценаристом Се Тянем на Пекинской киностудии. Экранизация одноимённой пьесы Лао Шэ. Главные роли исполнили Юй Шичжи, Чжэн Жун и Лань Тянье.

## Сюжет
На пороге XX века Китай ожидают большие перемены. Ван Лифа — молодой хозяин чайной «Юйтай» в Пекине. Он помнит наставление своего отца встречать и провожать посетителей с честью и достоинством.  В его небольшое заведение ходят люди самых разных слоёв и профессий: Сун Эръе с птицей в клетке, печалящийся о своей судьбе; Чан Сые, уверенный в том, что в недалёком будущем государство рухнет; Цинь Чжунъи, видящий спасение страны в индустриализации; Лю Мацзы, потерявший совесть в торговле людьми; евнух Пан, собирающийся жениться.

## В ролях
| Актёр       | Роль        |
| ----------- | ----------- |
| Юй Шичжи    | Ван Лифа    |
| Чжэн Жун    | Чан Сые     |
| Лань Тянье  | Цинь Чжунъи |
| Тун Чао     | евнух Пан   |
| Ху Цзунвэнь | Кан Шуньцзы |
| Ин Жочэн    | Лю Мацзы    |
| Хуан Цзунло | Сун Эръе    |
| Тун Ди      | Да Шаян     |

## Награды
- 1982 — специальная премия Министерства культуры Китая за лучший фильм[3]
- 1983 — специальная премия «Золотой петух»[4]